# Armenische Kirche Wien
St. Hripsime ist eine Kirche im 3. Wiener Gemeindebezirk Landstraße im Hof der Kolonitzgasse 11. Die Pfarrkirche der Armenisch-Apostolischen Kirche in Österreich ist zugleich Sitz der Diözese für Mitteleuropa und Skandinavien, dessen Jurisdiktion Österreich, Tschechien, die Slowakei und Ungarn sowie Skandinavien umfasst. Der heiligen Hripsime (auch Rhipsima) wurde das Gebäude geweiht.

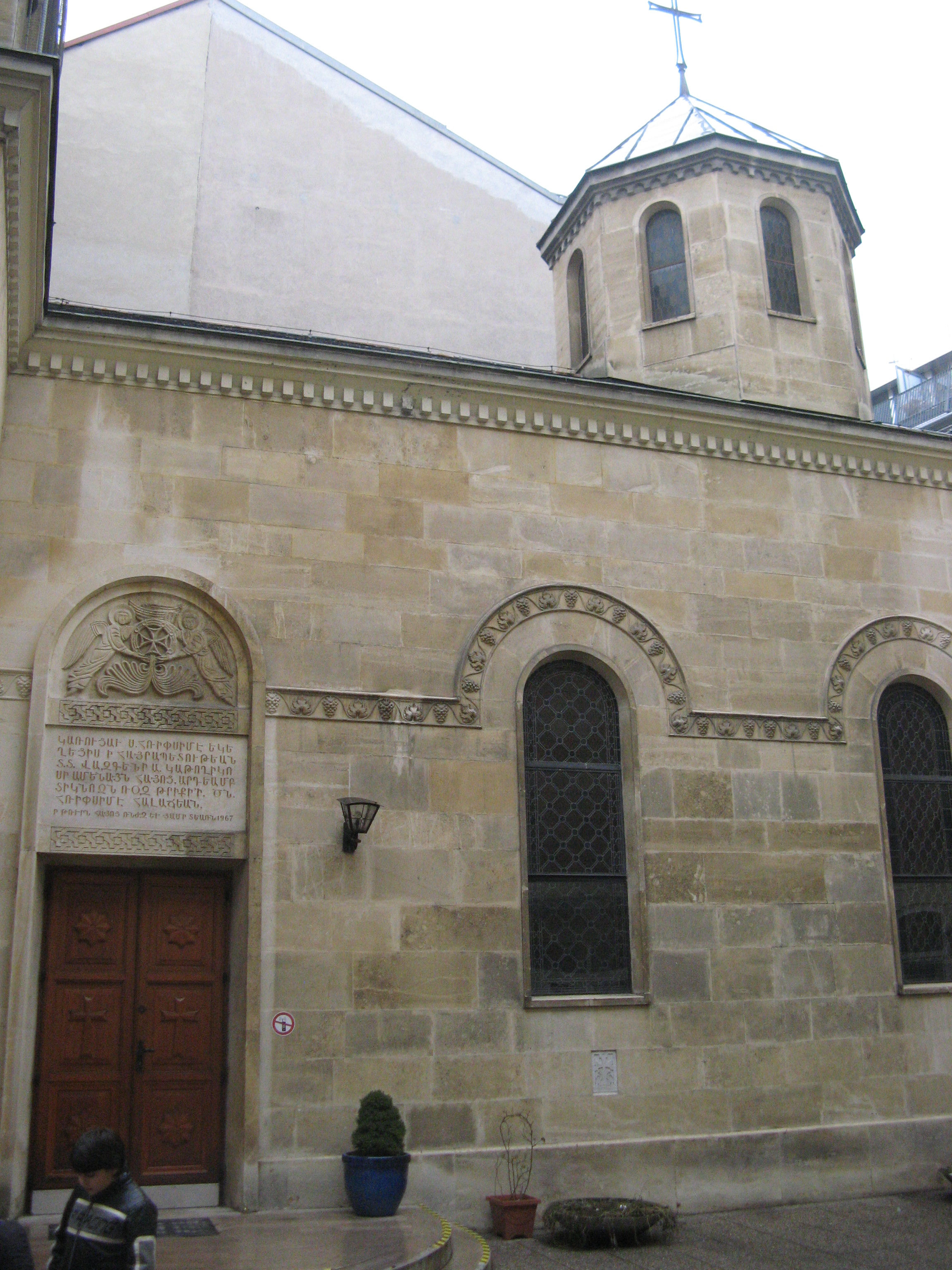
Armenische Kirche St. Hripsime in Wien

## Geschichte

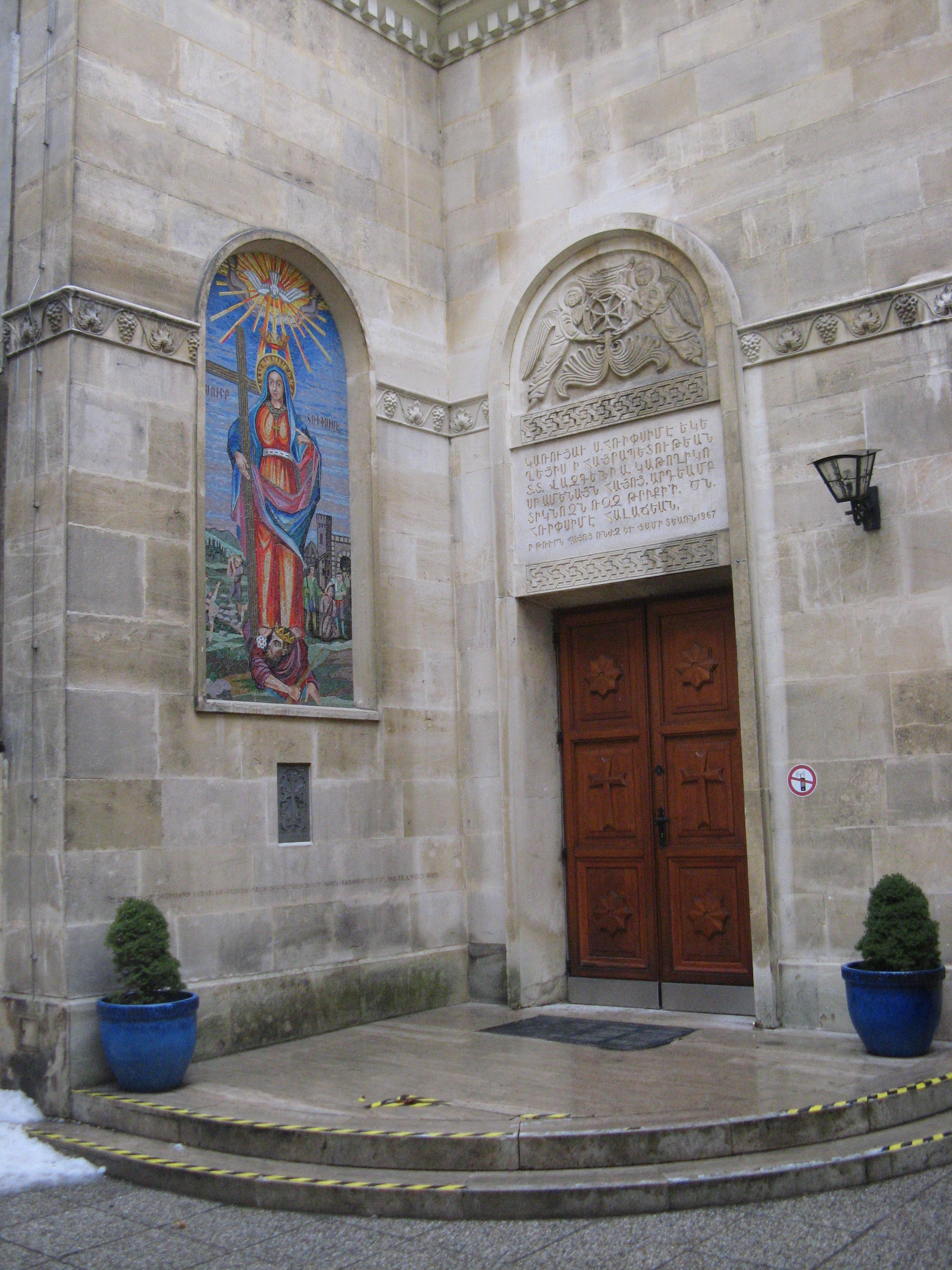
Eingangsportal von St. Hripsime

Seit dem 17. Jahrhundert lebten Armenier in Wien. Sie waren Angehörige der mit Rom unierten Armenisch-Katholischen Kirche. Gläubige der Armenisch-Apostolischen Kirche, die zu den altorientalischen Kirchen zählt, wurden innerhalb des Kaisertums Österreich von der armenischen Gemeinde in Suceava in der Bukowina betreut. Eine eigene Kirchengemeinde in Wien wurde damals von den Armeniern selbst für nicht notwendig erachtet. Erst als im Ersten Weltkrieg die Gemeinde in Suceava zugrunde ging, gingen deren Rechte auf Wien über, wo im Jahre 1912 im Dachgeschoß des Hauses Dominikanerbastei 10 eine Kapelle St. Salvator eingerichtet worden war. Von hier aus wurden nicht nur die Gläubigen Österreichs, sondern seit dem Zweiten Weltkrieg auch diejenigen Deutschlands betreut.
1952 wurde der Armenisch-gregorianische Kirchenbau- und Kirchengemeindegründungsverein gegründet. Dieser erwarb 1964 das Haus in der Kolonitzgasse 11 mit dem anschließenden Grundstück, auf dem mit Hilfe der Mäzenin Rose Tricky noch im selben Jahr der Grundstein zur neuen Kirche gelegt wurde, die nach dem armenischen Taufnamen von Rose Tricky Hripsime der gleichnamigen Heiligen geweiht wurde. Der armenische Architekt Eduard Sarabian aus Jerewan machte die Pläne für die Kirche nach altarmenischen Formen, die dann in Wien von Walter Dürschmied umgesetzt wurden. Am 21. April 1968 weihte das Oberhaupt der Armenisch-Apostolischen Kirche, Katholikos Wasgen I., die Kirche ein.
Die Kirchengemeinde wurde seit 1962 durch Mesrob K. Krikorian, seit 1992 Erzbischof, betreut, der wichtige Forschungen zur Geschichte der Armenier in Österreich durchgeführt hat. Die Armenische Gemeinde Wiens besteht etwa aus 3000 Gläubigen. 2011 trat Krikorian in den Ruhestand, und sein Nachfolger wurde Erzarchimandrit Haigazoun Najarian, Patriarchaldelegat für Mitteleuropa und Skandinavien.

## Baubeschreibung

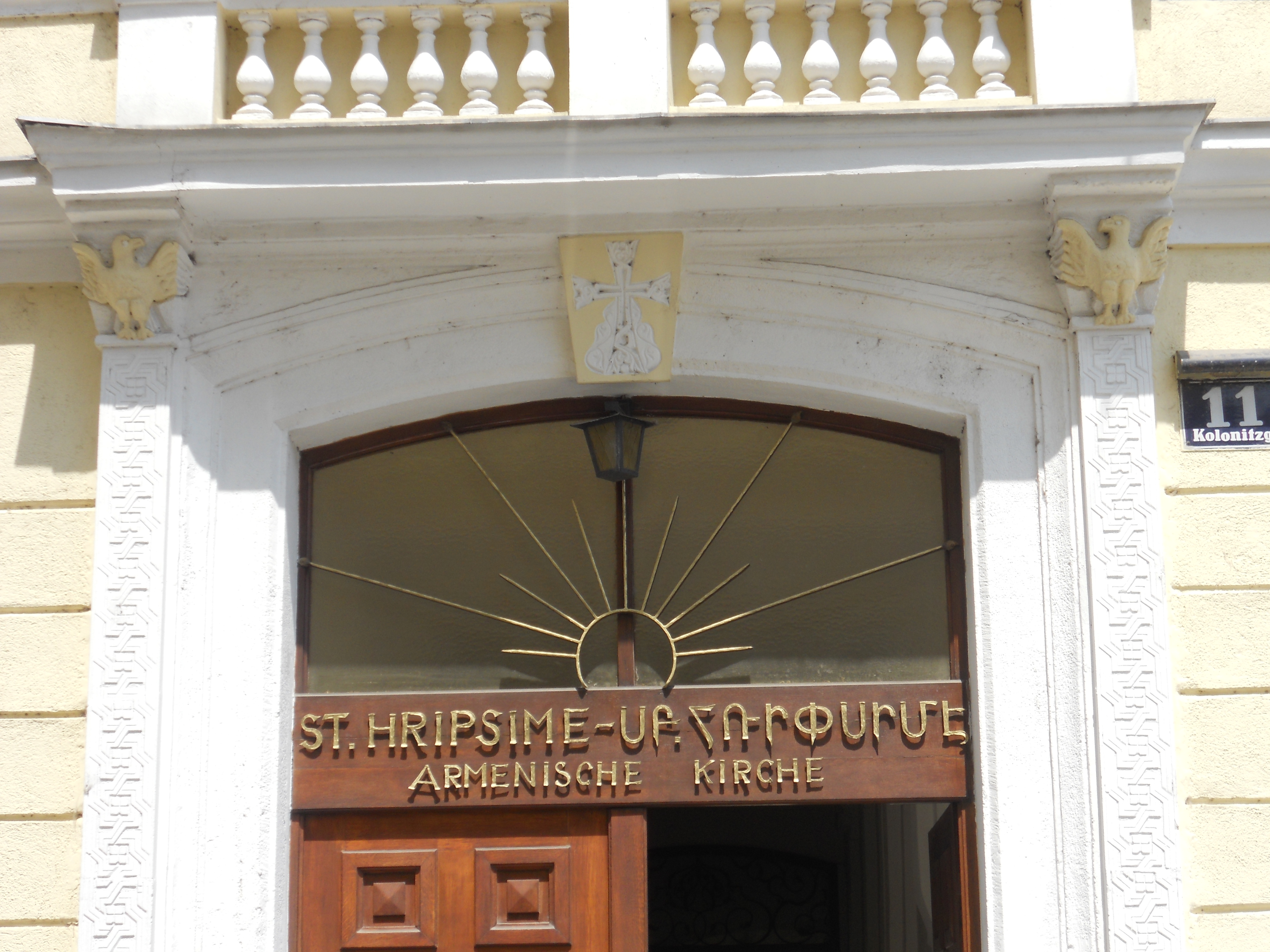
Aufschrift auf dem Haustor

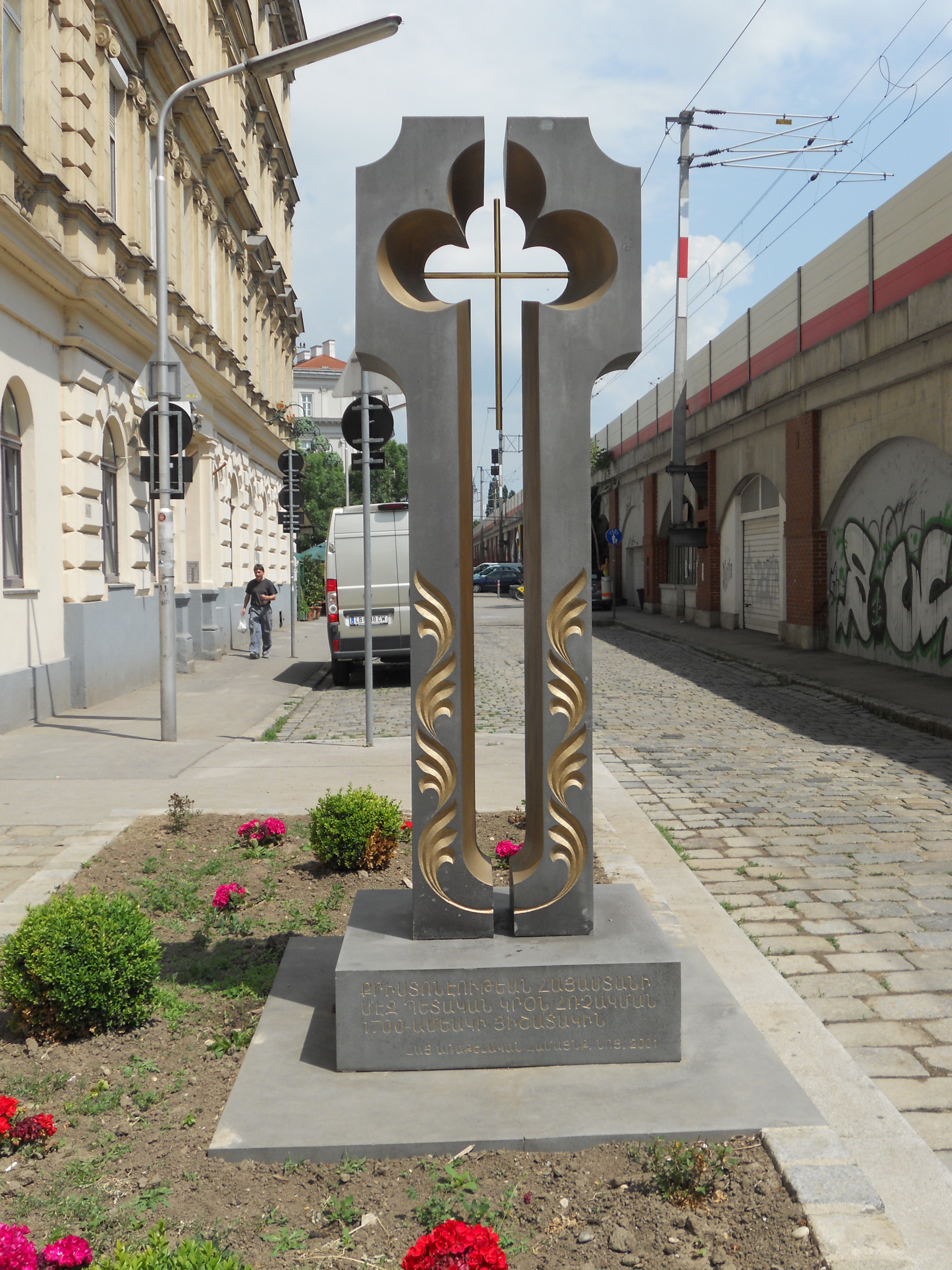
Kreuz Ecke Kolonitzgasse/Obere Viaduktgasse

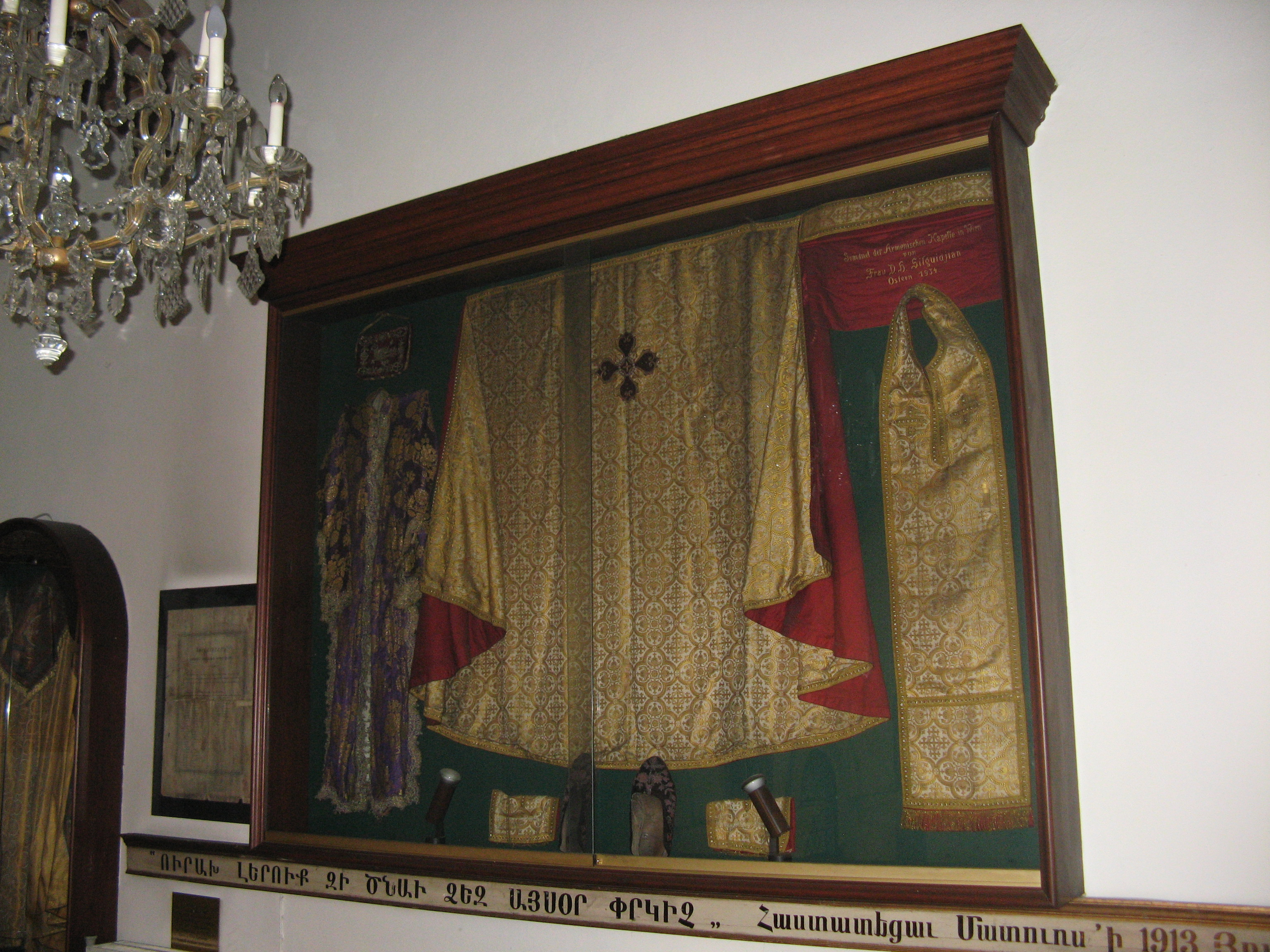
Liturgische Gewänder in einer Vitrine auf der Kirchenempore

Die Kirche ist von der Straße aus nicht als solche erkennbar. Ihr Eingangsportal befindet sich im Hof des Hauses. Über dem Portal ist ein Steinrelief zu sehen, das ein von zwei Engeln getragenes Kreuz zeigt. Unterhalb des Reliefs befindet sich eine armenische Inschrift. Außen und innen läuft an der Wand ein Steinfries mit Fruchtrankendekor nach dem Vorbild der Kirche zum heiligen Kreuz von Aghtamar am Vansee. Neben dem Portal befindet sich ein kleines Steinkreuzrelief aus Edschmiazin und darüber ein Mosaikbild der heiligen Hripsime. Sie trägt die Märtyrerkrone und ein großes Kreuz, über ihr die Taube des Heiligen Geistes, zu ihren Füßen König Trdat III.
Im Hof des Hauses vor der Kirche befindet sich ein großes Denkmal für die Opfer des Völkermords an den Armeniern im Jahre 1915.

## Innenraum
Der rechteckige Saalraum mit eingezogener Apsis hat eine Sockelzone aus rotem Marmor und eine rasterförmige Decke mit roten Gurten und Bändern. Die Empore ist über dem Eingang, vor der Apsis ist eine Trompenkuppel. Die Marienbilder auf dem Hauptaltar und dem kleinen Altar stammen aus der Gemeinde von Suceava, ebenso die Gottesdienstbücher, ein Kelch und zwei Reliquienbehälter, die der erste Pfarrer in Wien, Aristakes Fesslian, 1912 mitgebracht hat. Weitere Gegenstände aus dieser Zeit sind auf der Empore in Vitrinen ausgestellt. Die Glasfenster auf der Empore stammen aus der alten Lainzer Pfarrkirche. Marmortafeln an der Wand erinnern u. a. an Jeghische Utudjian, den Prälaten der Wiener Gemeinde (1928–1958).

## Armenierplatz
Die Kreuzung Kolonitzgasse/Obere Viaduktgasse vor der Kirche wurde 2001 „Armenierplatz“ benannt. Anlass dafür war der Besuch des Oberhaupts der Armenisch-Apostolischen Kirche, Katholikos Karekin II. Nersissian, in Wien. Außerdem wurde dort die Skulptur Faith (englisch für Glaube) aufgestellt: Ein großes Steinkreuz (285 × 150 × 190 cm) aus Basalt und Bronze der Künstlerin Mariam Hakobyan, das an die Annahme des Christentums durch die Armenier 1700 Jahre davor erinnert.